# Popillia impressipyga
Popillia impressipyga är en skalbaggsart som beskrevs av Ohaus 1897. Popillia impressipyga ingår i släktet Popillia och familjen Rutelidae. Inga underarter finns listade i Catalogue of Life.